# Rovná hora (przełęcz)
Rovná hora (ok. 750 m) – przełęcz na Słowacji, pomiędzy Małym Rozsutcem (1343 m) w Małej Fatrze Krywańskiej a szczytem Pupov (1096 m) w Górach Kisuckich. Jest to przełęcz wybitna – znajduje się 593 m poniżej szczytu Wielkiego Rozsutca i 343 m poniżej szczytu Pupov, jest też jedynym miejscem, w którym pasmo Małej Fatry łączy się z Górami Kisuckimi. Mimo że pasma te sąsiadują z sobą na całej niemal swojej długości, to oddzielone są dolinami rzek i potoków Varínka, Biely potok i Petrovský potok. Przez przełęcz Rovná hora przechodzi też granica między miejscowościami i powiatami Terchová (powiat Żylina) i Zázrivá (powiat Dolny Kubin). Jednak na wielu mapach przełęcz ta nie ma nazwy.
Przez przełęcz Rovná hora prowadzi droga z miejscowości Párnica przez miejscowości Zázrivá i Terchová do Żyliny. W południowo-zachodnim kierunku spływa spod przełęczy Biely potok, z przeciwległych stoków we wschodnim kierunku Petrovský potok. Na przełęczy znajduje się przystanek autobusowy. Z przełęczy rozciąga się szeroka panorama widokowa – dobrze prezentuje się stąd Mały Rozsutec i przełęcz Zákres z północnymi stokami bardzo stromo opadającymi na łąki nad przełęczą.